# Иън Макюън
Иън Макюън (на английски: Ian McEwan; р. 21 юни 1948 г.) е британски писател и автор на филмови сценарии, носител на наградата „Букър“ (за романа „Амстердам“) и смятан за един от най-ярките британски белетристи на своето поколение. През 2008 г. списание „Times“ го включва в списъка „50-те велики британски писатели след 1945 година“, а вестник „Daily Telegraph“ го поставя на 19-о място в списъка „100-те най-влиятелни личности в британската култура“.

## Биография
След няколко издания със събрани разкази, Иън Макюън прави силен романов дебют през 1978 г. с „Циментовата градина“. Следват „Почивка в чужбина“, „Дете във времето“, „Невинният“ и „Черните кучета“. Към момента има издадени общо 15 романа, превеждани, издавани и преиздавани на над 30 езика в цял свят.
Повечето от книгите му имат филмови адаптации. Романът „Неумолима любов“ излиза през 1997 г. и е екранизиран през 2002 г. под режисурата на Роджър Мичъл.
Следва романът „Изкупление“, който излиза през 2001 г. Списание „Тайм“ го обявява за роман на годината, а „Обзървър“ го нарежда сред 100-те най-велики романи. Екранизацията на „Изкупление“ е номинирана за „Оскар“ в 7 категории, включително за най-добър филм, печели „Оскар“ за най-добър саундтрак и още 50 награди, в т.ч. 2 награди „Златен глобус“ за най-добър филм и за сценарий. Режисьор е Джо Райт, а в главните роли блестят Кийра Найтли, Джеймс Макавой и Сърша Ронан.
След като е номиниран за „Букър“ шест пъти, Макюън я печели през 1998 г. за романа си „Амстердам“.
Макюън пише и пиеси, либрето и книги за деца.

## Творчество
За ранното му творчество, определяно като „модерна готика“, са характерни мрачната атмосфера, усещането за злокобност и безсилие на индивида, и постмодерната игра с литературните условности и относителността на времето и пространството. Впоследствие Макюън се ориентира към много по-реалистичен стил, завръща се към по-традиционни изразни средства и към по-хуманистична нагласа, но съчетава всичко това с фина ирония към литературната традиция и собственото творчество (в романите „Изкупление“ и „Събота“). Характерни за повечето произведения на Макюън са засиленият интерес към науката (особено физиката) и медицината.
Романът му „Изкупление“ се смята за най-успешния сред читателите. Според „Ню Йорк Обзървър“ „той предлага любовна история, военен разказ и разказ за разказването, като уцелва сърцето, стомаха и ума.“ Романът е екранизиран в също силно успешен филм с участието на Джеймс Макавой и Кийра Найтли.

## Отличия
Иън Макюън е почетен доктор на Софийския университет.

### Романи
- The Cement Garden (1978)
- The Comfort of Strangers (1981)
„Почивка в чужбина“, преводач Иглика Василева, ИК „Колибри“, 2011
- The Child in Time (1987)
„Дете във времето“, преводач Иглика Василева, ИК „Колибри“, 2011[2]
- The Innocent (1990)
„Невинният“, преводач Иглика Василева, ИК „Колибри“, 2015[3]
- Black Dogs (1992)
„Черните кучета“, преводач Огняна Иванова, ИК „Колибри“, 2015[4]
- Enduring Love (1997)
„Неумолима любов“, преводач Иглика Василева, ИК „Колибри“, 2005[5]
- Amsterdam (1998)
„Амстердам“, преводач Веселин Иванчев, ИК „Кротал“, 1999[6]
- Atonement (2001)
„Изкупление“, преводач Ангел Игов, ИК „Колибри“, 2009[7]
- Saturday (2005)
„Събота“, преводач Радосвета Гетова, ИК „Колибри“, 2007
- On Chesil Beach (2007)
„На плажа Чезъл“, преводач Радосвета Гетова, ИК „Колибри“, 2010[8]
- Solar (2010)
- Sweet Tooth (2012)
„Операция „Сладкоугодник“, преводач Надежда Розова, ИК „Колибри“, 2018[9][10]
- The Children Act (2014)
„Законът за детето“, преводач Радосвета Гетова, ИК „Колибри“, 2017
- Nutshell (2016)
„В черупката“, преводач Надежда Розова, ИК „Колибри“, 2018[11]
- My Purple Scented Novel (2018) (повест)
- Machines Like Me (2019)
„Машини като мен“, преводач Иглика Василева, ИК „Колибри“, 2019[12]
- The Cockroach (2019) (повест)
„Хлебарката“, преводач Иглика Василева, ИК „Колибри“, 2020[13]

### Сборници с разкази
- First Love, Last Rites (1975)
- In Between the Sheets (1978)
- The Short Stories (1995)

### Книги за деца
- Rose Blanche (1985)
- The Daydreamer (1994)

### Пиеси
- Jack Flea's Birthday Celebration (1976)
- The Imitation Game (1981)

### Сценарии
- The Ploughman's Lunch (1985)
- Sour Sweet (1989)
- The Good Son (1993)
- On Chesil Beach (2017)
- The Children Act (2017)

### Оратория
- Or Shall We Die? (1983)

### Либрето
- For You (2008)